# 碳酸铍
碳酸铍是一种无机化合物，化学式为BeCO3，不溶於水，在自然界中它有三种基本的存在形式：无水碳酸铍、四水合碳酸铍和碱式碳酸铍。无水碳酸铍不稳定，容易分解成氧化铍和二氧化碳。 四水合碳酸铍可以通过将二氧化碳通入氢氧化铍溶液中制得，但同样不稳定。
化学方程式为：Be(OH)2 + CO2 + 3 H2O → BeCO3·4H2O
碱式碳酸铍是一种碱式盐。可以通过硫酸铍和碳酸铵的反应制得，化合物中既有碳酸根离子又有氢氧根离子，化学式为Be2CO3(OH)2。